# CAP-4
CAP-4 Paulistinha là một loại máy bay huấn luyện dân sự và quân sự, chế tạo ở Brasil trong thập niên 1930 và 1940.

## Biến thể
- EAY-201
- CAP-4
  - CAP-4B
  - CAP-4C
- P-56 Agricola
- Paulistinha 56-C
- Paulistinha 56-D

## Quốc gia sử dụng
Brasil
- Hải quân Brasil

 Paraguay
- Không quân quân đội Paraguay
- Paraguayan Aeroclub

## Tính năng kỹ chiến thuật (CAP-4)
Đặc điểm tổng quát
- Kíp lái: 2
- Chiều dài: 6,65 m (21 ft 10 in)
- Sải cánh: 10,10 m (33 ft 2 in)
- Chiều cao: 1,95 m (6 ft 5 in)
- Diện tích cánh: 17,0 m2 (183 ft2)
- Trọng lượng rỗng: 320 kg (705 lb)
- Trọng lượng có tải: 540 kg (1,190 lb)
- Powerplant: 1 × Franklin 4AC, 48 kW (65 hp)

Hiệu suất bay
- Vận tốc cực đại: 155 km/h (97 mph)
- Tầm bay: 500 km (312 dặm)
- Trần bay: 4,000 m (13.120 ft)